# Aurigeno
Aurigeno  är en ort i kommunen Maggia i kantonen Ticino, Schweiz. 
Aurigeno var tidigare en självständig kommun, men 4 april 2004 blev Aurigeno och fem andra kommuner en del av den utökade kommunen Maggia.